# Madagasikaria
Madagasikaria es un género monotípico de plantas con flores  perteneciente a la familia Malpighiaceae. Su única especie: Madagasikaria andersonii Chas.C.Davis, es originaria de Madagascar. El género fue descrito por Chas.C.Davis  y publicado en American Journal of Botany 89(4): 702, f. 2, 3b, 4a, en el año 2002.

## Descripción
Es una enredadera o liana del bosque subárido , a una altitud de 0-499 metros. Es originaria de Madagascar.